# Lago Saiful Muluk
O Saiful Muluk (em urdu:  جھیل سیف الملوک) é um lago aplino e glacial localizado no extremo norte do Vale Kaghan, perto da cidade de Naran, no Parque Nacional Saiful Muluk. A uma altitude de 3 224 metros acima do nível do mar, o lago está localizado acima da linha de árvores e é um dos lagos mais altos do Paquistão.

## Localização

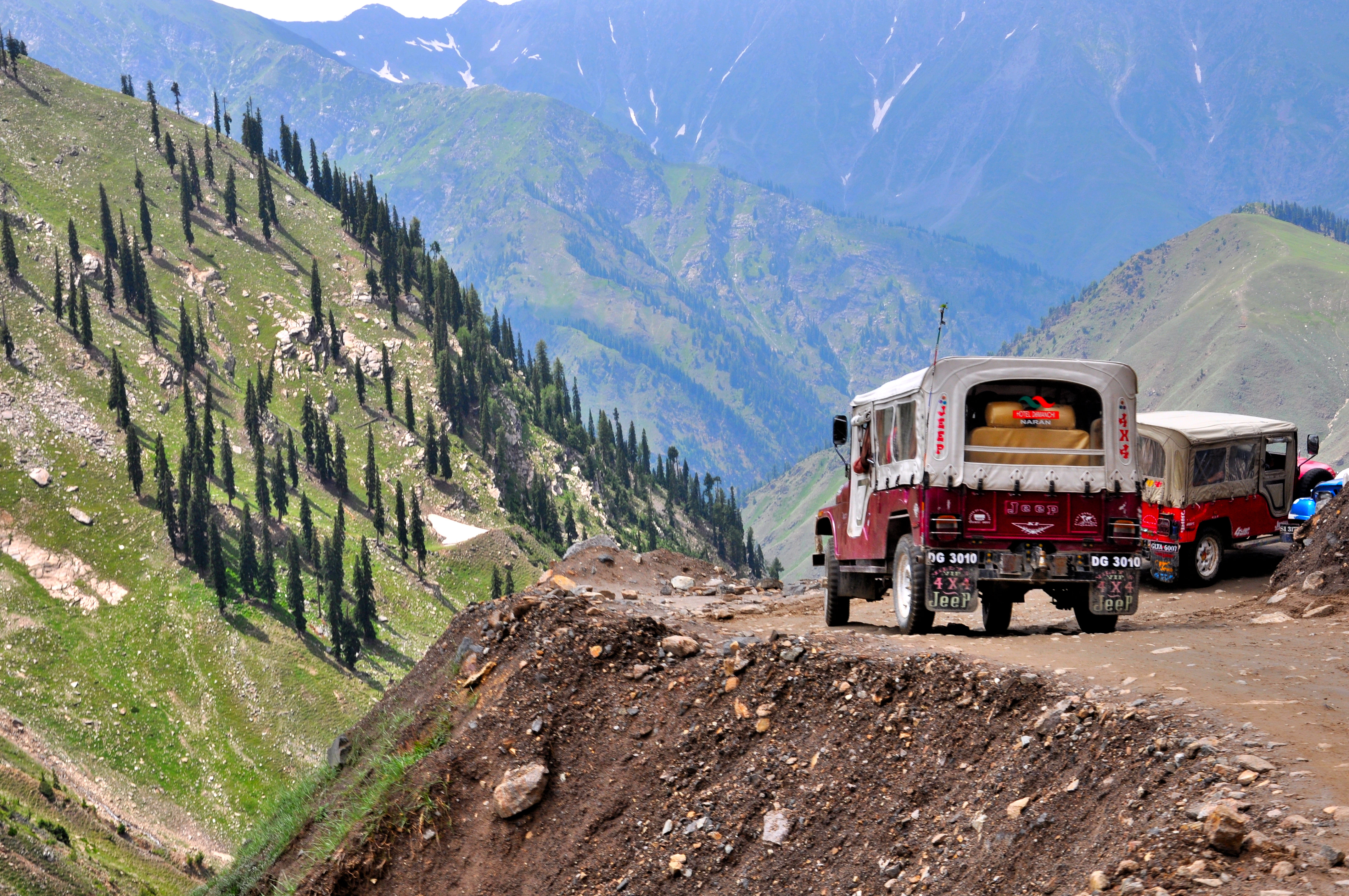
A estrada para o lago atravessa as montanhas do Vale Kaghan.

O lago Saiful Muluk está localizado no distrito de Mansehra, na província de Khyber Pakhtunkhwa, a cerca de nove quilômetros ao norte de Naran, na parte norte do Vale Kaghan. O Malika Parbat, o pico mais alto do vale, fica próximo ao lago.
O Saiful Muluk é acessível a partir da cidade vizinha, Naran, durante a temporada de verão, mas o acesso durante o inverno é limitado, pois fortes nevascas e deslizamentos de terra ameaçam isolar o lago de outras regiões.

## Características físicas
O Saiful Muluk foi formado por morainas glaciais que bloquearam a água do riacho que passava pelo vale. O Vale Kaghan foi formado no grande período Pleistoceno, datando de quase 300 mil anos, quando a área estava coberta de gelo. O aumento das temperaturas e o recuo das geleiras deixaram uma grande depressão onde antes havia geleiras. A água derretida foi coletada pelo lago, e assim o formou.

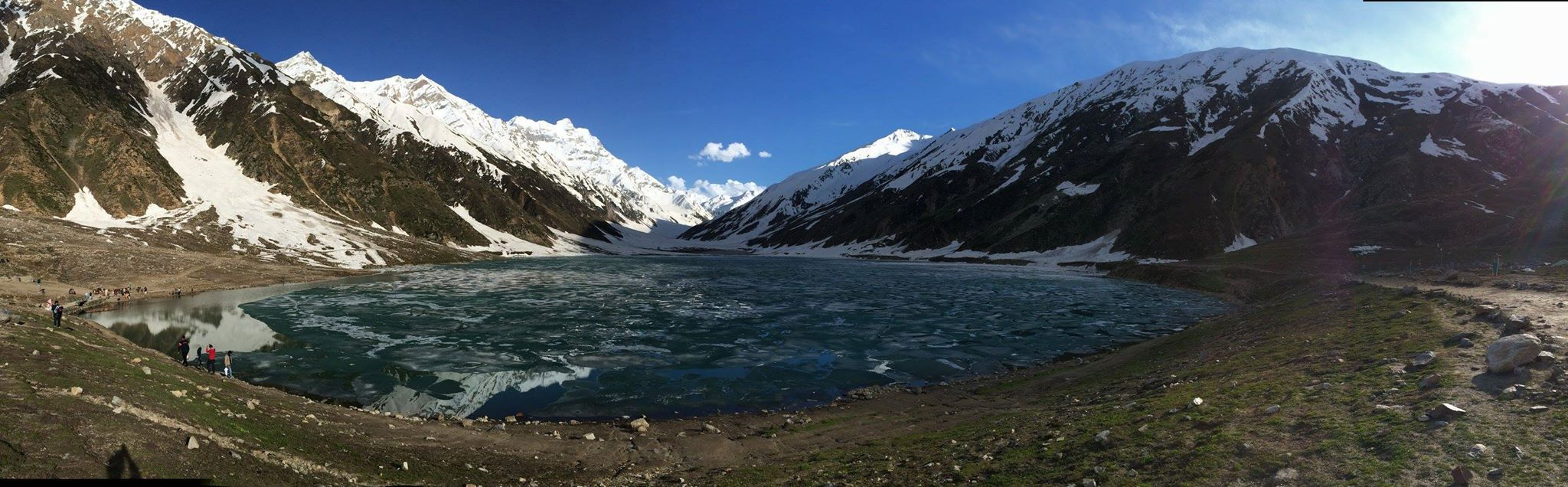
Panorama do lago Saiful Muluk na primavera.

## Ecologia
O lago tem uma rica diversidade ecológica e contém muitas espécies de algas verde-azuladas. Grandes trutas-marrons são encontradas no lago, até cerca de sete quilos. Cerca de 26 espécies de plantas vasculares existem na área, sendo Asteraceae as espécies mais comumente encontradas. Outras espécies comumente encontradas na região são: Ranunculaceae, Compositae, Cruciferae, Gramineae, Apiaceae, Leguminosae, Scrophulariaceae e Polygonaceae.

## Folclore
O Lago Saiful Muluk tem o nome de um príncipe lendário. Um conto de fadas chamado Saif-ul-Muluk, escrito pelo poeta sufista Mian Muhammad Bakhsh, fala sobre o lago.
Conta a história de um príncipe da Pérsia chamado Príncipe Saiful Malook, que, no lago, se apaixonou por uma princesa fada chamada de Badri-ul-Jamala.

## Galeria

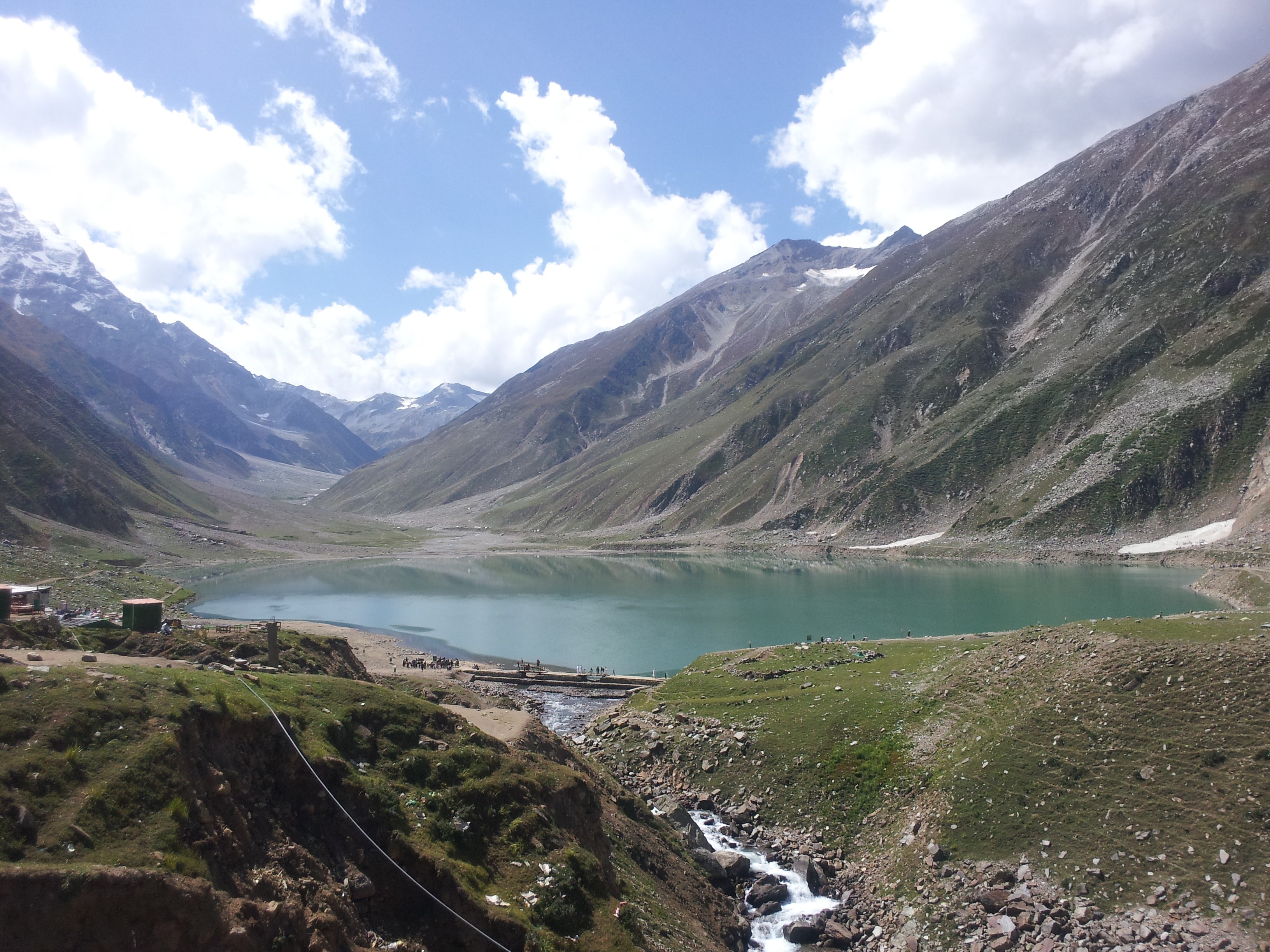
Lago Saiful Muluk sob as nuvens
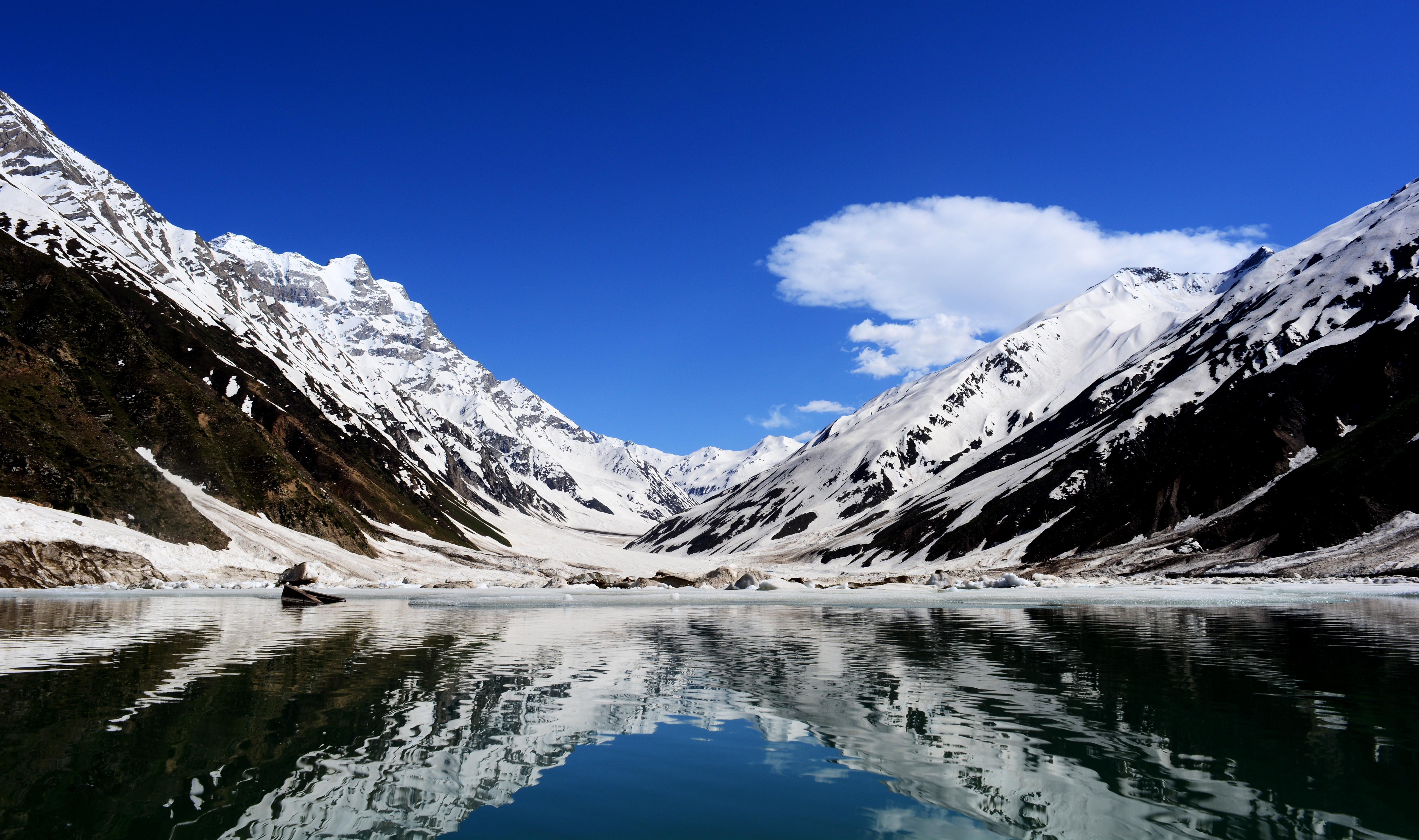
Vista do lago em Wortez
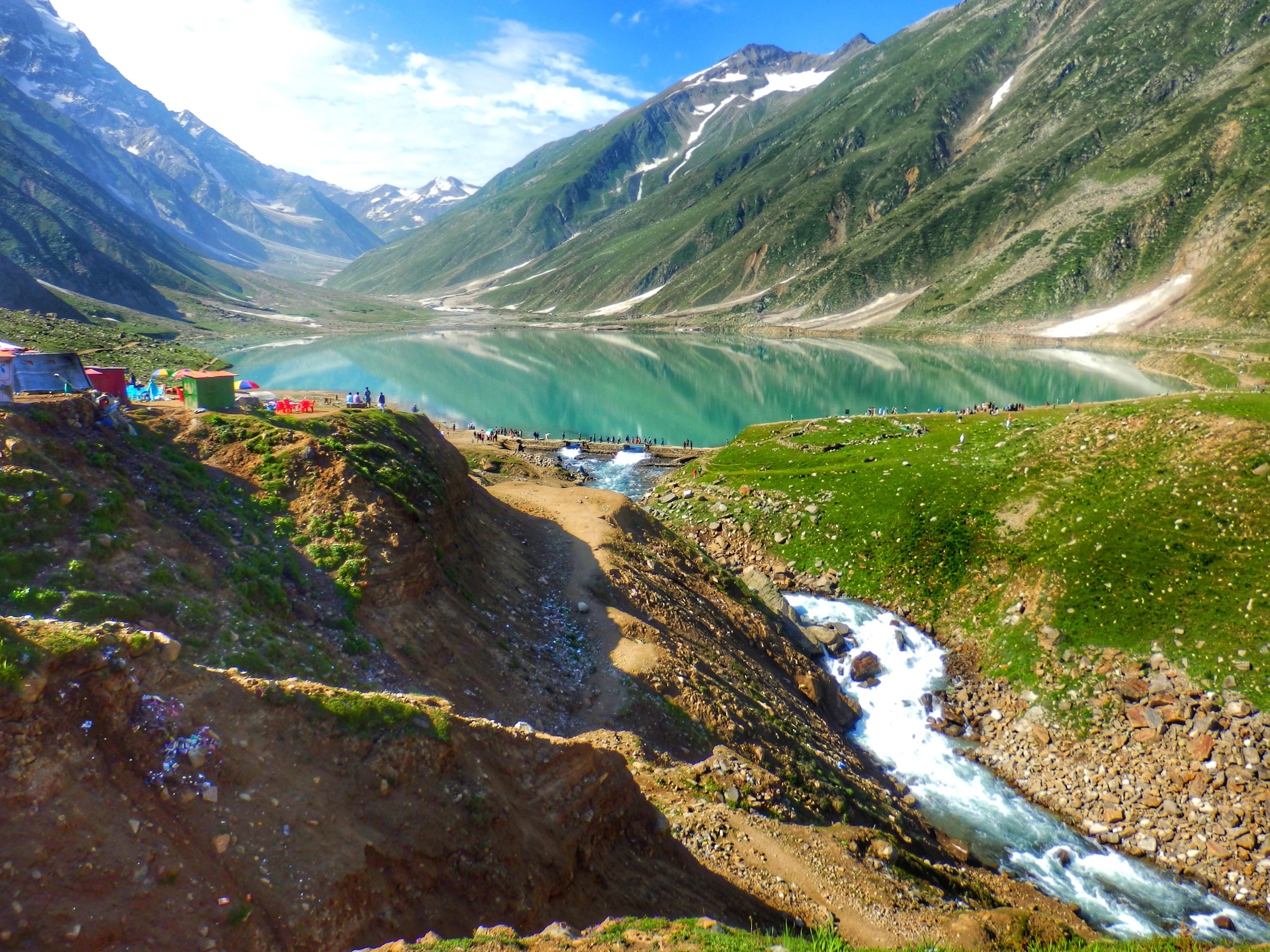
Lago Saiful Muluk em um dia ensolarado
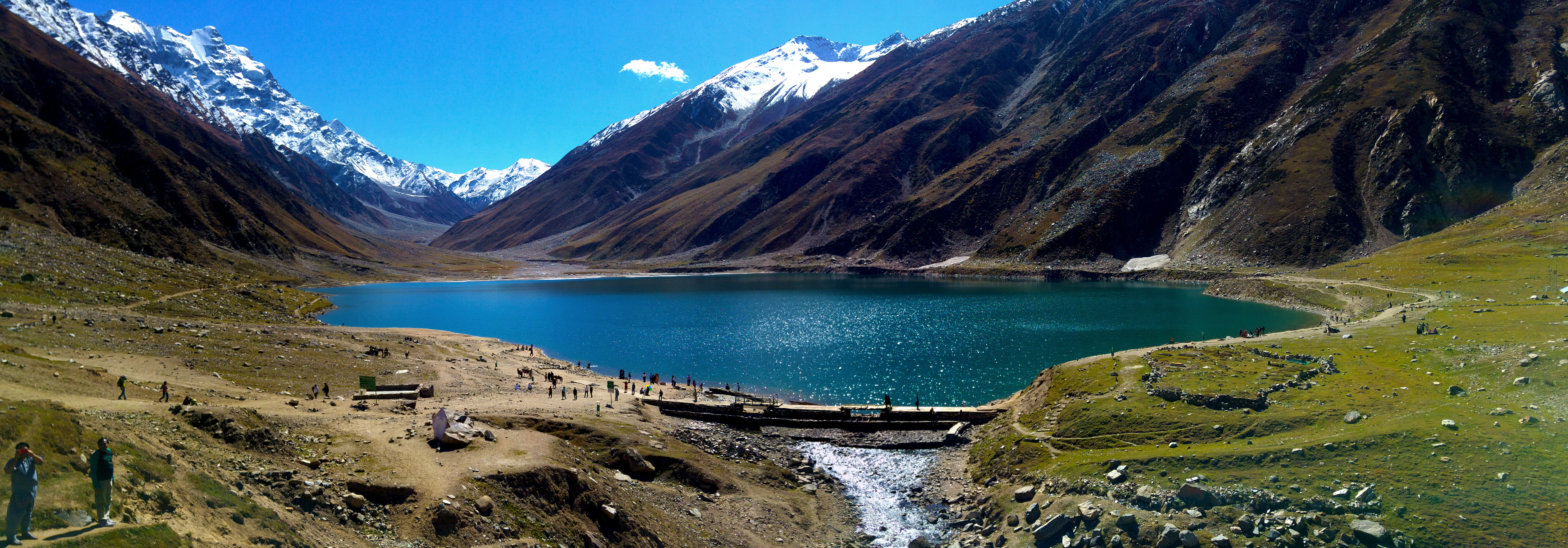
Uma visão completa do Lago Saif-ul-Muluk
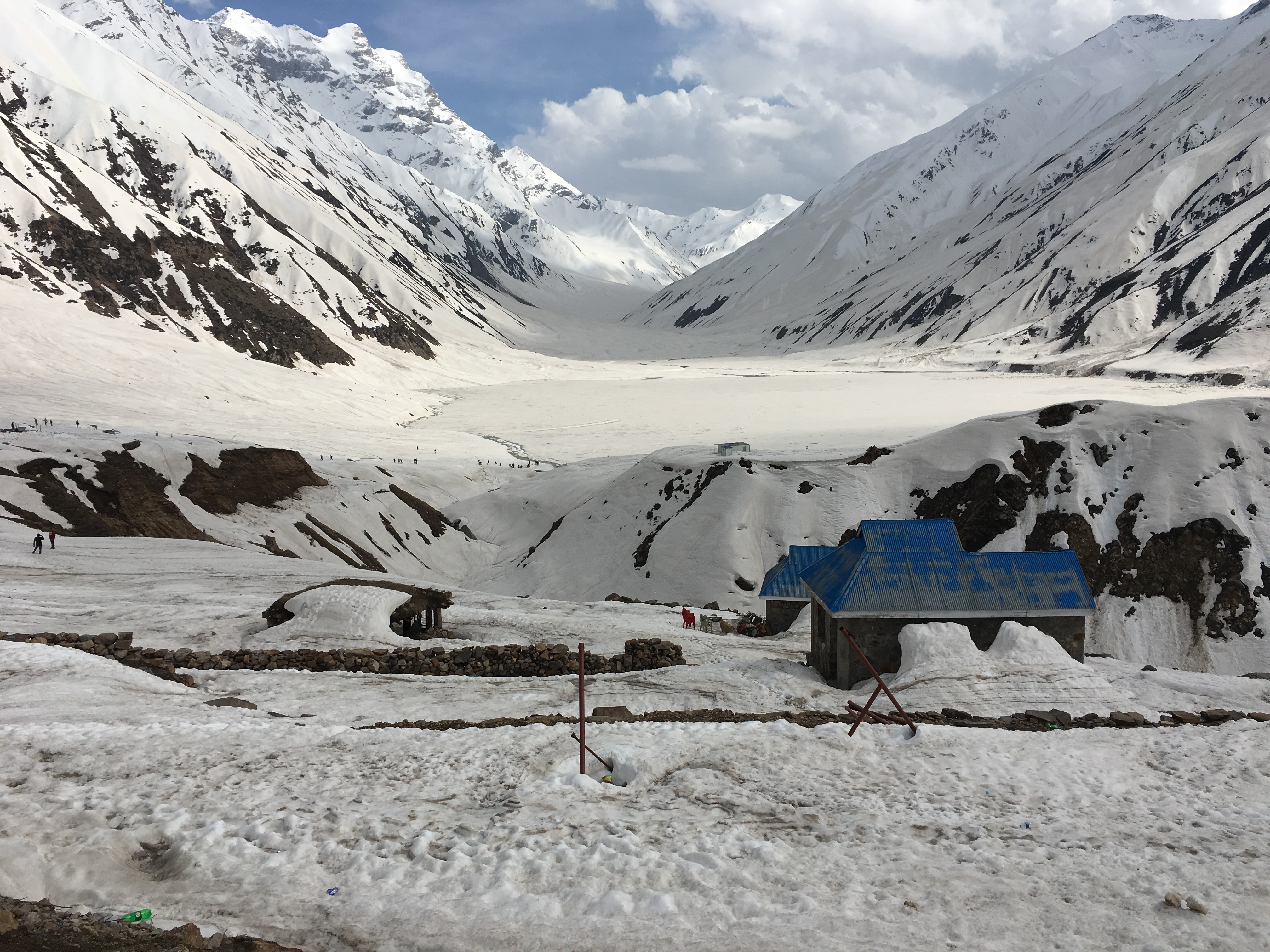
Imagem do lago em maio de 2017
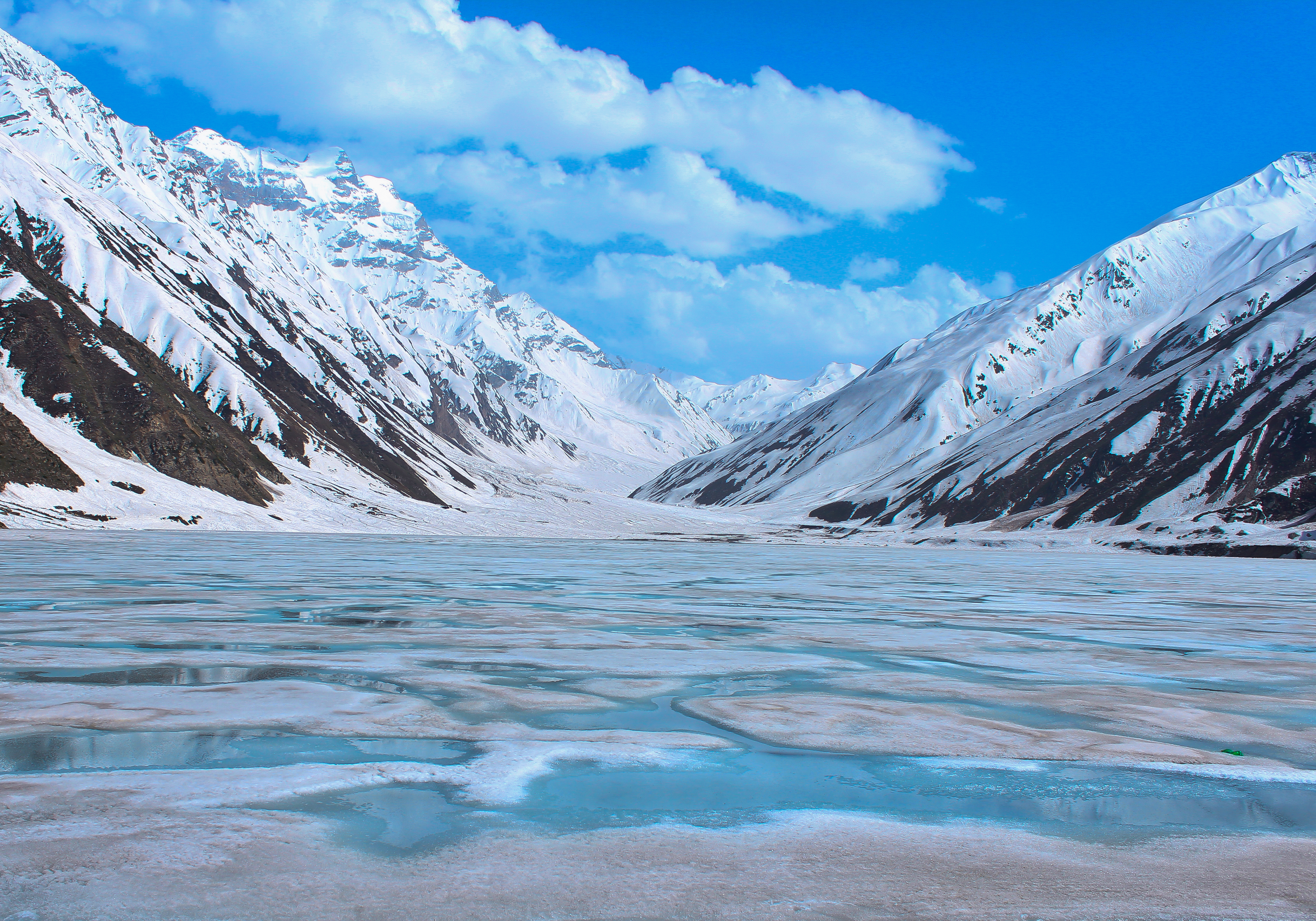
O lago congela no inverno
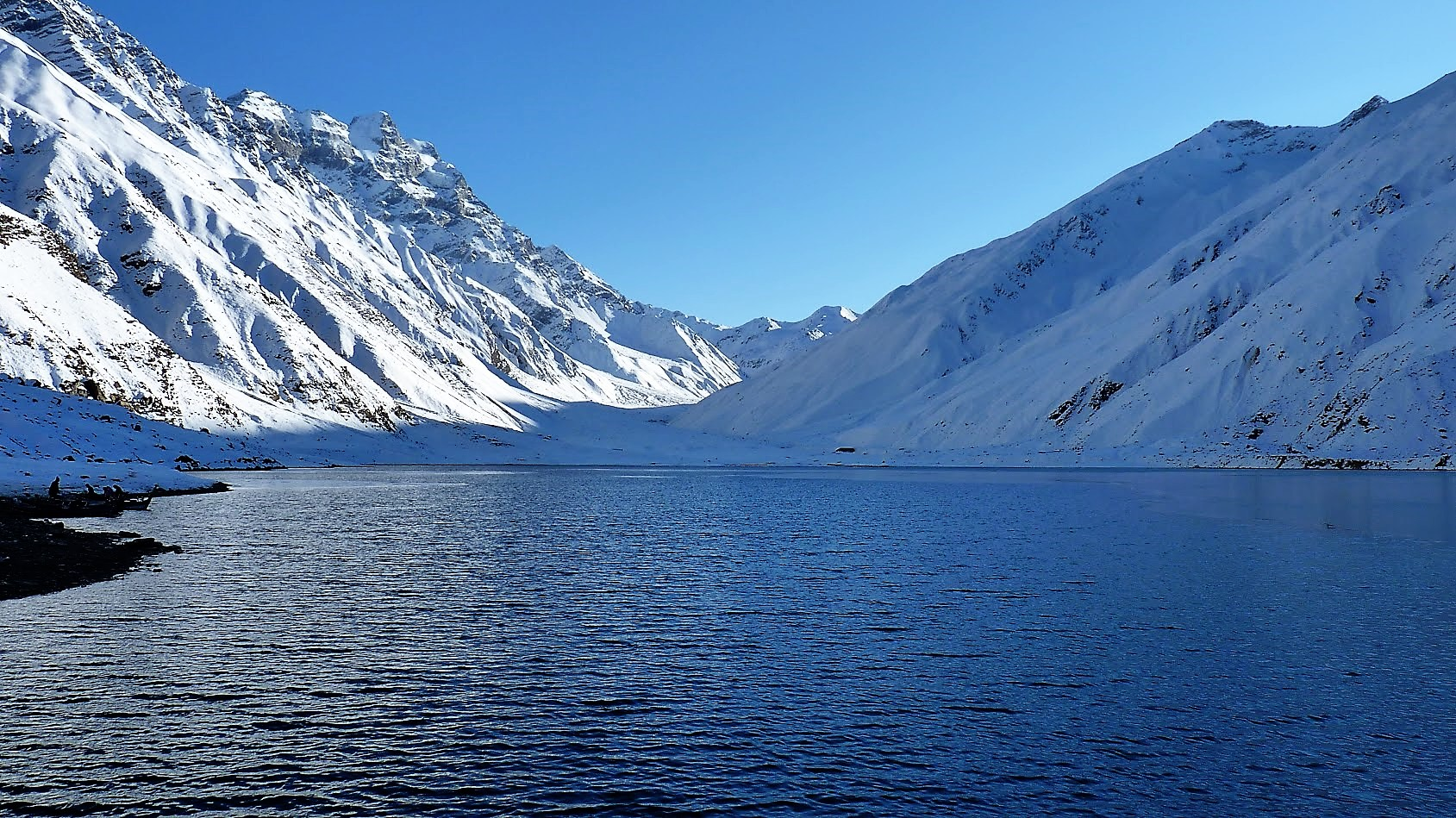
Lago Saif ul Muluk em dezembro de 2012
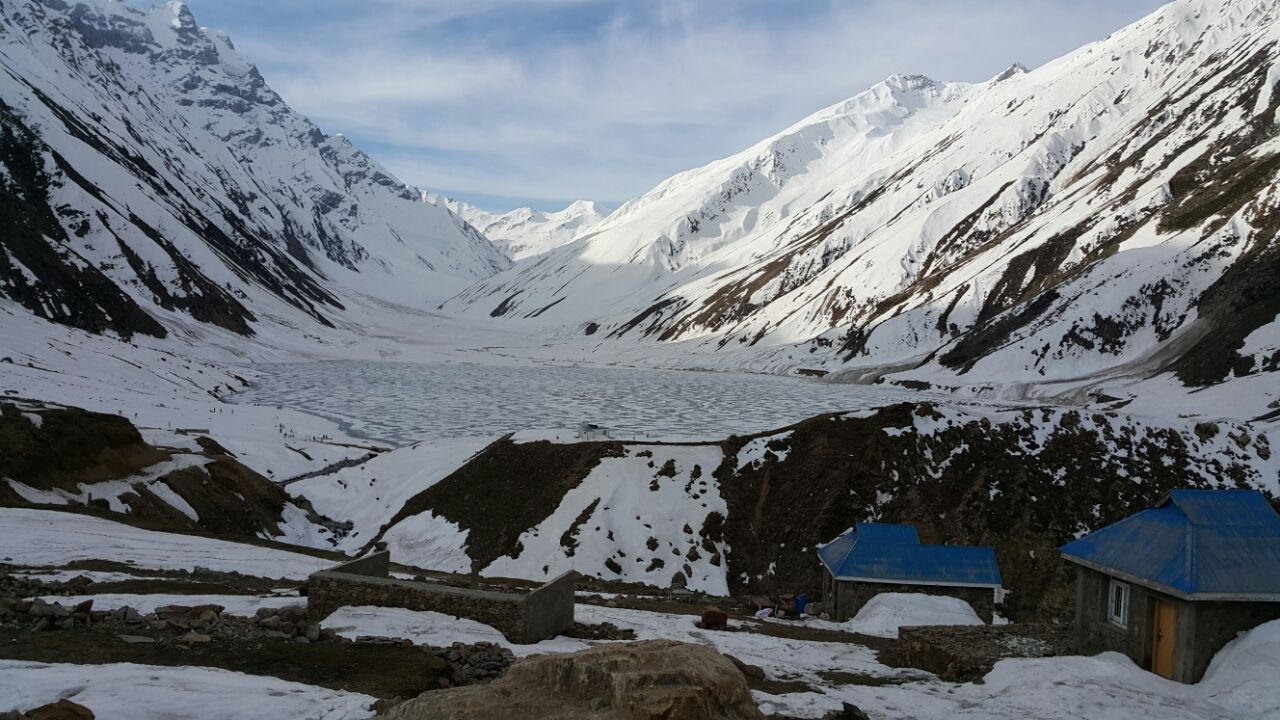
Ponto turístico com lago
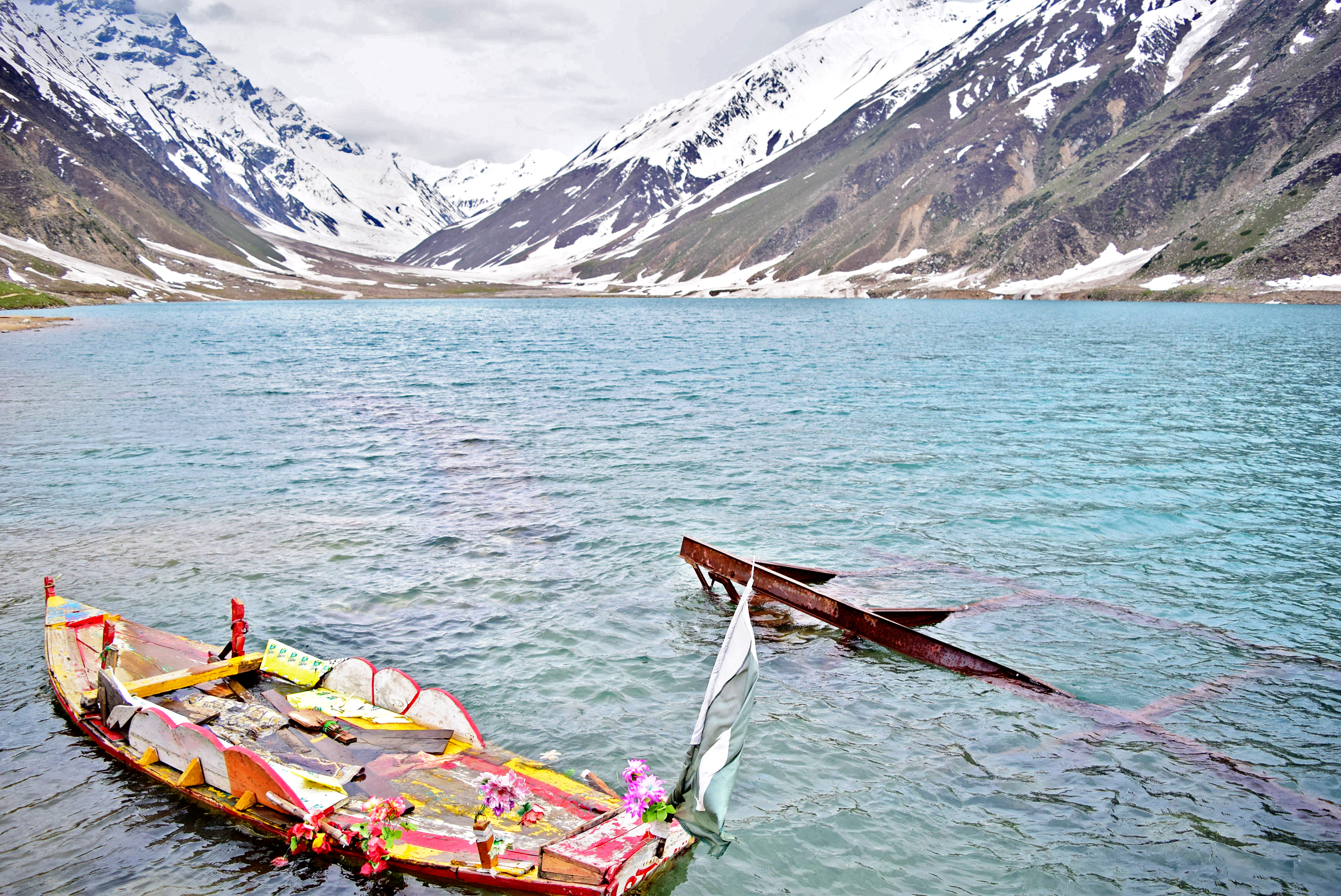
Um barco no lago Saiful Maluk
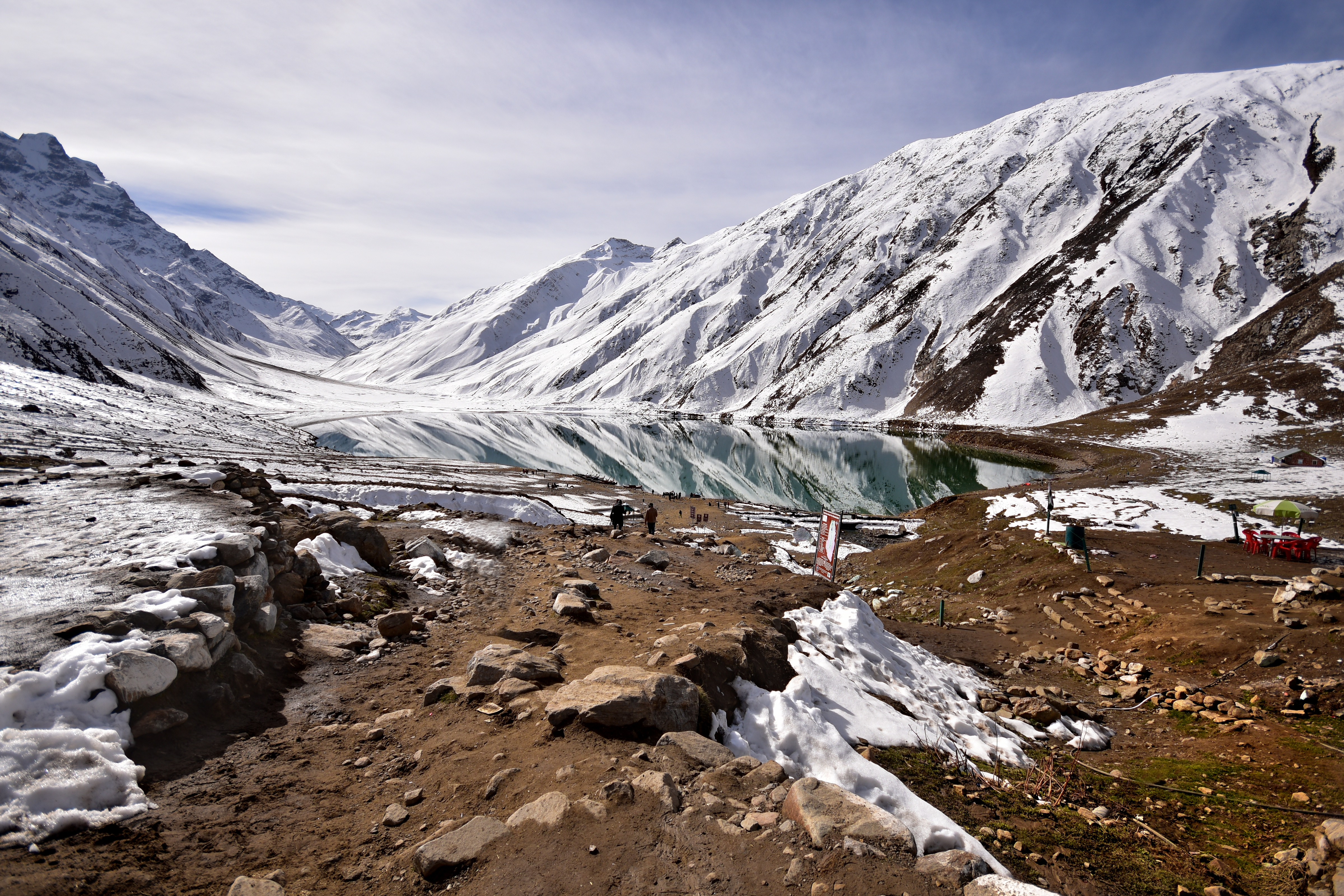
Lago Saif-Ul-Malook, Vale Kaghan, Paquistão
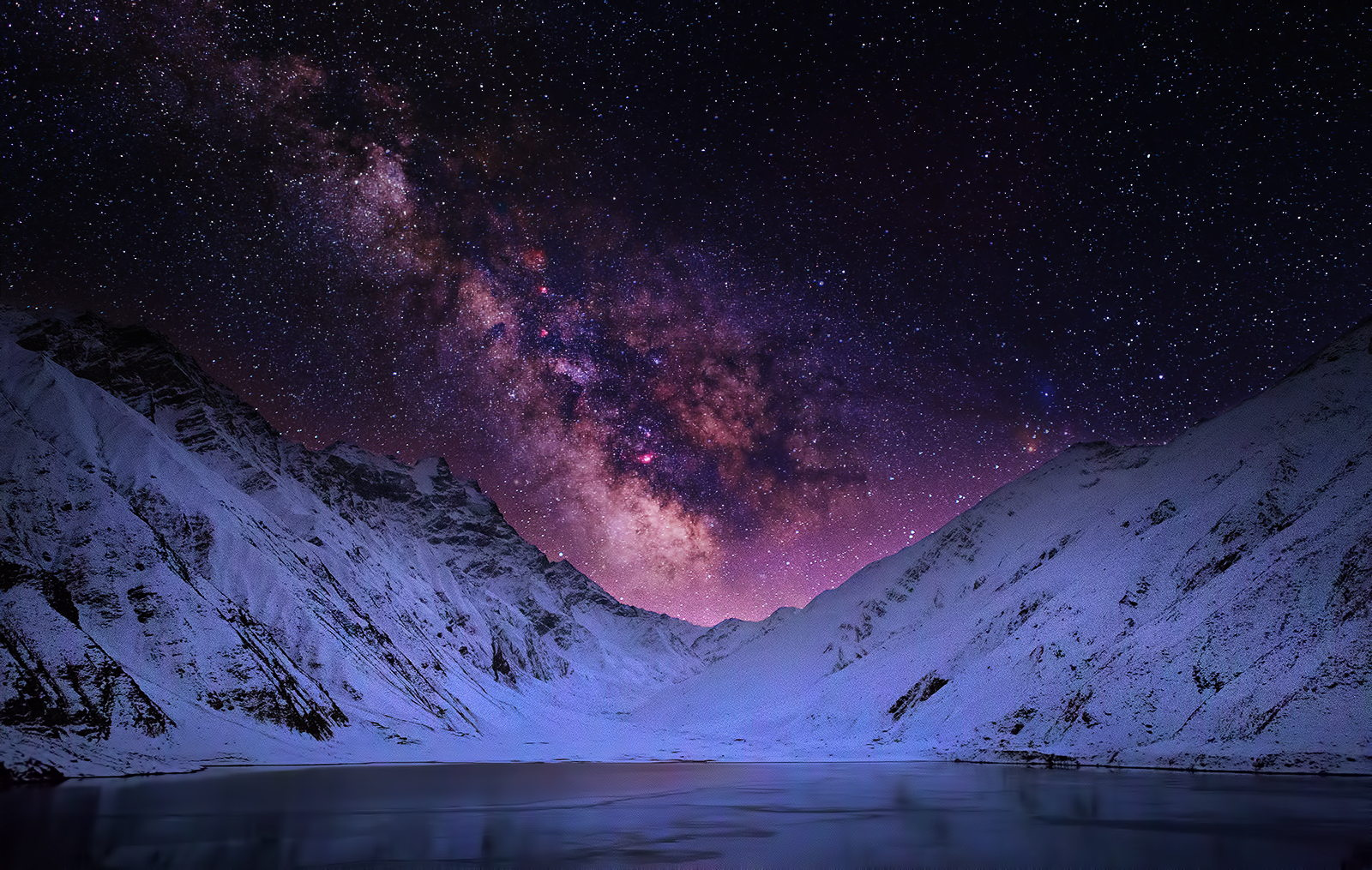
Vista do lago a noite